# Fredrik Andersson Hed
Fredrik Andersson Hed (Halmstad, 20 januari 1972 – 24 oktober 2021) was een professionele golfer uit Zweden.

## Amateur
Andersson Hed speelde van 1989-1992 in de nationale selectie.

### Overwinningen
- 1989: Zweeds Jeugdkampioenschap
- 1990: European Young Masters

### Teamevents
- Eisenhower Trophy: 1992

## Professional
In 1992 werd Frederik Andersson Hed professional. Hij won in 1993 het Toyota PGA Championship en een aantal jaren op de Challenge Tour en de Europese PGA Tour gespeeld. In 2000 won hij de Le Touquet Challenge de France na play-off tegen Carlos Rodiles.
Hij behaalde zijn enige zege op de Europese Tour in mei 2010: hij was met een score van -16 de beste op de BMW Italian Open. In 2015 stopte Andersson Hed met professioneel golfen. Hij werd daarna golfcommentator.

### Overwinningen
| Jaar | Toernooi                       | Tour              |
| ---- | ------------------------------ | ----------------- |
| 1993 | Toyota PGA Championship        | Challenge Tour    |
| 2000 | Le Touquet Challenge de France | Challenge Tour    |
| 2010 | BMW Italian Open               | Europese PGA Tour |
| 2011 | The Royal Trophy               | -                 |

### Resultaten op deMajors
| Major                 | 1995 | 1996 | 1997 | 1998 | 1999 | 2000 | 2001 | 2002 | 2003 | 2004 | 2005 | 2006 | 2007 | 2008 | 2009 | 2010 | 2011 | 2012 | 2013 | 2014 | 2015 |
| --------------------- | ---- | ---- | ---- | ---- | ---- | ---- | ---- | ---- | ---- | ---- | ---- | ---- | ---- | ---- | ---- | ---- | ---- | ---- | ---- | ---- | ---- |
| Masters Tournament    |      |      |      |      |      |      |      |      |      |      |      |      |      |      |      |      |      |      |      |      |      |
| U.S. Open             |      |      |      |      |      |      |      |      |      |      |      |      |      |      |      |      |      |      |      |      |      |
| The Open Championship | CUT  |      |      |      |      |      |      | T50  |      |      |      |      | T69  |      | T65  | T68  | T57  |      |      |      |      |
| PGA Championship      |      |      |      |      |      |      |      |      |      |      |      |      |      |      |      | T62  | CUT  |      |      |      |      |

CUT = miste de cut halverwege

## Overlijden
Andersson Hed overleed op 49-jarige leeftijd aan de gevolgen van kanker.